# Christine Jorgensen
Christine Jorgensen (Nova York, EUA, 30 de maig de 1926 - San Clemente, EUA, 3 de maig de 1989) va ser una actriu, model i artista de cabaret. És coneguda per ser la primera dona transgènere que va tenir una cirurgia de reassignació de sexe exitosa, a més de ser la primera en acceptar públicament la seua condició de persona transgènere.

## Biografia
Christine Jorgensen va nàixer l'any 1926 al districte novaiorquès del Bronx. Va ser la segona filla d'un fuster anomenat George William Jorgensen, i de la seua esposa, Florence Davis Hansen. La seua infància i adolescència la va passar al seu districte natal. Tal com descriu en la seua autobiografia, publicada l'any 1967: "era un noi fràgil, ros, introvertit, que fugia de les baralles a cops de punys i els jocs durs".
Després de graduar-se en l'educació secundària, l'any 1945 es va allistar a l'Exèrcit dels Estats Units d'Amèrica, i va participar en les últimes operacions de la Segona Guerra Mundial. Una vegada va acabar el servei militar, va assistir a diverses escoles i va tenir diferents treballs. Durant aquell temps va sentir sobre les cirurgies per a modificar el seu sexe. Va viatjar a Europa, i a Copenhague va demanar un permís especial per a experimentar amb una sèrie d'operacions que van començar l'any 1951.
Va tornar als Estats Units, i la seua transformació va esdevenir primera plana del New York Daily News l'1 de desembre de 1952. Incorrectament, va ser presentada com la primera persona de la història sotmesa a una operació de reassignació de sexe, ja que la primera va ser l'artista danesa Lili Elbe l'any 1930. El que sí era cert és que va ser la primera persona en rebre teràpia hormonal. Jorgensen es va convertir de seguida en una celebritat, i va utilitzar la seua fama per a defensar a les persones transgènere.
En els anys següents va treballar com a actriu i artista de cabaret, i a més va gravar diverses cançons. L'any 1970 la seua vida va ser portada al cinema amb la pel·lícula The Christine Jorgensen Story, dirigida per irving Rapper, basant-se per al guió en la seua autobiografia publicada tres anys abans. L'actor John Hansen va interpretar el paper de Christine Jorgensen.
Christine Jorgensen va morir l'any 1989 a San Clemente, Califòrnia, a causa un càncer de bufeta urinària i de pulmó, a l'edat de 62 anys.
L'any 2010, la historiadora i crítica teòrica Susan Stryker va presentar una conferència a la Universitat Yale titulada Christine in the Cutting Room: Christine Jorgensen Transsexual Celebrity and Cinematic Embodiment. L'any 2013, Stryker va dirigir i produir una pel·lícula documental sobre la seua vida, de gènere experimental, titulada també Christine in the Cutting Room.